# Venezuela van A tot Z

Locatie van Venezuela

## A
Acarigua -
Acosta (Falcón) -
Acosta (Monagas) - 
Agua Blanca -
Aguasay -
Aguasay (plaats) - 
Alto Orinoco -  
Amazonas (staat) -
Amazoneregenwoud -
Anaco - 
Andes - 
Andrés Bello (Mérida) -
Andrés Bello (Miranda) -
Andrés Bello (Táchira) -
Andrés Bello (Trujillo) -
Andrés Eloy Blanco (Barinas) -
Andrés Eloy Blanco (Lara) -
Andrés Eloy Blanco (Sucre) -
Gilberto Angelucci -
Ángelwaterval -
Angostura -
Angostura bitters - 
Anzoátegui (staat) - 
Apure (staat) - 
Aragua (staat) -
Araure -
Aricagua -
Arismendi (Barinas) -
Arismendi (Nueva Esparta) -
Arismendi (Sucre) -
Arístides Bastidas -
Arzobispo Chacón -
Atabapo -
Atures -
Autana (berg) -
Autana (gemeente) -
Auyan -
Ayacucho (Táchira)

## B
Barcelona -
Barinas (staat) -
Barinas -
Barquisimeto - 
Basiliek van Onze-Lieve-Vrouw van de Rozenkrans van Chiquinquirá -
Andrés Bello -
Beweging van de Vijfde Republiek - 
Blanquilla -
Bolivar - 
Bolívar (staat) -
Simón Bolívar -
Bolivariaanse Alliantie voor Amerika -
Bolivariaanse Republiek Venezuela -
Bolivarisme - 
Botanische Tuin van Mérida -
Brión (Venezuela)

## C
Camarán -
Henrique Capriles - 
Carabobo - 
Carabobo FC -
Caracas -
Cárdenas -
Carirubana - 
Caroní (rivier) -
Caroní (gemeente) -
Teresa Carreño -
Caruachidam -
Catatumbobliksem - 
Catatumbo (gemeente) -
Catatumbo (rivier) - 
Cervecería Heineken de Venezuela -
Cervecería Polar - 
Cervecería Regional - 
Adan Chávez
Hugo Chávez -
Chavismo -
Ciudad Bolívar -
Ciudad Guayana -
Ciudad Universitaria de Caracas - 
Coche -
Cojedes -
Colón - 
Communistische Partij van Venezuela - 
Carlos Henríquez Consalvi -
Copei - 
Córdoba -
Coro - 
Crespo - 
Cubagua -
Cumaná -
Cuyuní

## D
Dependencias Federales -
Delta Amacuro - 
Democratische Actie -
Distrito Capital -
Oscar D'Léon

## E
Pedro Eustache

## F
Falcón (staat) -
Maria Gabriela de Faria -
Federación - 
Federacion Venezolana de Futbol -
Stefanía Fernández - 
Francisco de Miranda (Anzoátegui) -
Francisco de Miranda (Guárico) -
Francisco de Miranda (Táchira)

## G
Galería de Arte Nacional de Caracas -
Romulo Gallegos -
García -
Geschiedenis van Venezuela -
Gloria al bravo pueblo -
Golf van Venezuela -
Juan Guaidó - 
Guanare -
Guárico -
Guridam

## H
Hallaca -
Heres -
Hoofdstedelijk District -  
Hoogland van Guyana

## I
Isla de Aves - 
Isla Margarita -
Islas Los Roques -
ISO 3166-2:VE

## J
Jacura -
Jauregui -
Jesús Enrique Lossada -
Jesus Maria Semprun -
Jiménez (Lara)

## K
Katholieke Kerk in Venezuela -
Kruis van de Landmacht -
Kukenán

## L
La Asunción -
La Guaira - 
Lara (staat) -
La Tortuga -
Lijst van bergen in Venezuela -
Lijst van presidenten van Venezuela -
Lijst van vlaggen van Venezolaanse deelgebieden -
Lijst van vlaggen van Venezolaanse gemeenten -
Lijst van vlaggen van Venezuela - 
Ricardo Lorenz -
Los Llanos -
Los Monjes - 
Los Taques - 
Los Teques

## M
Macaguadam ·
María Corina Machado ·
Machiques de Perijá ·
Nicolás Maduro ·
Manapiare ·
Maneiro ·
Manuel Ezequiel Bruzual ·
Manuel Monge ·
Mara ·
Maracaibo ·
Marcano ·
Mario Briceño Iragorry ·
Mariño (Nueva Esparta) ·
Mariño (Sucre) ·
Maroa (Amazonas) ·
Maturín ·
Mauroa ·
Meer van Maracaibo ·
Mejía ·
Dayana Mendoza ·
Mérida (staat) · 
Mérida · 
Mesa de la Unidad Democrática ·
Michelena ·
Miranda (Carabobo) ·
Miranda (Falcón) ·
Miranda (Mérida) ·
Miranda (staat) ·
Miranda (Trujillo) ·
Miranda (Zulia) ·
Francisco de Miranda ·
Mislukte staatsgreep in Venezuela in 2002 ·
Miss Venezuela · 
Monagas ·
Monseñor Iturriza ·
Montalbán ·
Eugenio Montejo · 
Gabriela Montero ·
Montes · 
Muñoz ·
Museo de Arte Contemporáneo de Caracas · 
Museo de Bellas Artes de Caracas ·
Museo de Ciencias de Caracas

## N
Nationaal park Canaima - 
Nederlands-Venezolaanse betrekkingen -
Nederlands-Venezolaans grensverdrag -
Nederlandse zoutpannen in Venezuela - 
Nueva Esparta

## O
Onze Lieve Vrouw van Coromoto -
Orde van Andrés Bello -
Orde van Cedeño Plaza Ferrear -
Orde van de Bevrijder -
Orde van de Buste van Bolivar -
Orde van de Oversteek van de Andes -
Orde van de Veldtocht van Carabobo -
Orde van Francisco Conde - 
Orde van Francisco de Miranda -
Orde van Sportieve Verdienste -
Orde van Verdienste van het Leger -
Orinoco

## P
Paraguaná - 
Pedraza -
Carlos Andrés Pérez -
Petróleos de Venezuela -
Pico Bolívar -
Pico Bonpland -
Pico da Neblina -
Pico Espejo -
Pico Humboldt -
Pico La Concha -
Piedra del Cocuy - 
Plaza - 
Porlamar -
Portuguesa - 
Portuguesa FC - 
Premio Rómulo Gallegos -
Primera Division Venezolana -
Ptarí -
Puerto Ayacucho

## R
Rechtvaardigheid Eerst ·
Ricaurte ·
Ridderorden in Venezuela · 
Rojas ·
Rómulo Gallegos (Apure) · 
Rómulo Gallegos (Cojedes) ·
Roraima (berg)

## S
Sabaneta -
San Carlos - 
San Cristóbal -
San Felipe -
San Fernando de Apure -
San Juan de los Morros - 
Sierra Nevada de Mérida -
Simon Bolivar-prijs -
Sosa - 
Staten van Venezuela -
Sucre (staat)

## T
Táchira - 
Tepui -
Tocomadam -
Tocopero -
Torbes -
Torres -
Tovar (Aragua) -
Tovar (Mérida) -
Trujillo -
Trujillo (staat) -
Tubores -
Tucupita -
Tulio Febres Cordero -
Turén

## U
Unión Atlético Maracaibo -
Rafael Simón Urbina -
Uribante -
Urumaco -
Urumaco-formatie

## V
Valdez -
Valencia - 
Valle de la Pascua - 
Vargas (staat) -
Patricia Velásquez -
Venezolaanse bolivar - 
Venezolaanse hockeyploeg (mannen) - 
Venezolaanse indianen - 
Venezolaans honkbalteam -
Venezolaanse presidentsverkiezingen 2006/2012 -
Venezolaanse voetbalbond -
Venezolaans voetbalelftal -
Venezolaans voetbalelftal in 2015 - 
Venezuela - 
Venezuela op de Olympische Zomerspelen 1952/1968/1972/1976/1992/1996/2000/2012/2016 -
Verenigde Socialistische Partij van Venezuela -
Verkiezingen in Venezuela - 
Carlos Raúl Villanueva - 
Vlag van Amazonas ·
Vlag van Anzoátegui ·
Vlag van Apure ·
Vlag van Aragua ·
Vlag van Barinas ·
Vlag van Bolívar ·
Vlag van Carabobo ·
Vlag van Cojedes ·
Vlag van Delta Amacuro ·
Vlag van Falcón ·
Vlag van Guárico ·
Vlag van Lara ·
Vlag van Mérida ·
Vlag van Miranda ·
Vlag van Monagas ·
Vlag van Nueva Esparta ·
Vlag van Portuguesa ·
Vlag van Sucre · 
Vlag van Táchira ·
Vlag van Trujillo ·
Vlag van Vargas ·
Vlag van Venezuela -
Vlag van Yaracuy ·
Vlag van Zulia · 
Voluntad Popular

## W
Wapen van Venezuela

## Y
Yaracuy

## Z
Zea - 
Zulia (staat)